# Monizia edulis
Monizia edulis är en flockblommig växtart som beskrevs av Richard Thomas. Lowe. Monizia edulis ingår i släktet Monizia och familjen flockblommiga växter. Inga underarter finns listade i Catalogue of Life.

## Bildgalleri

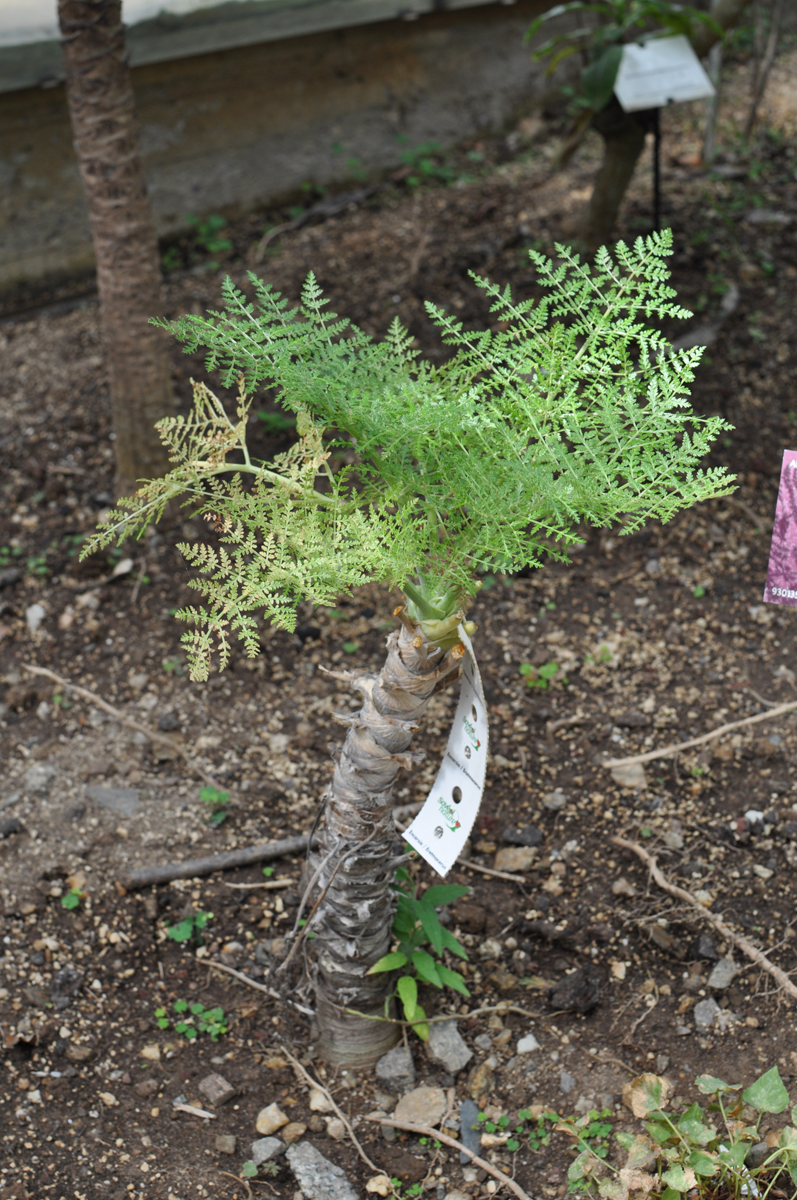
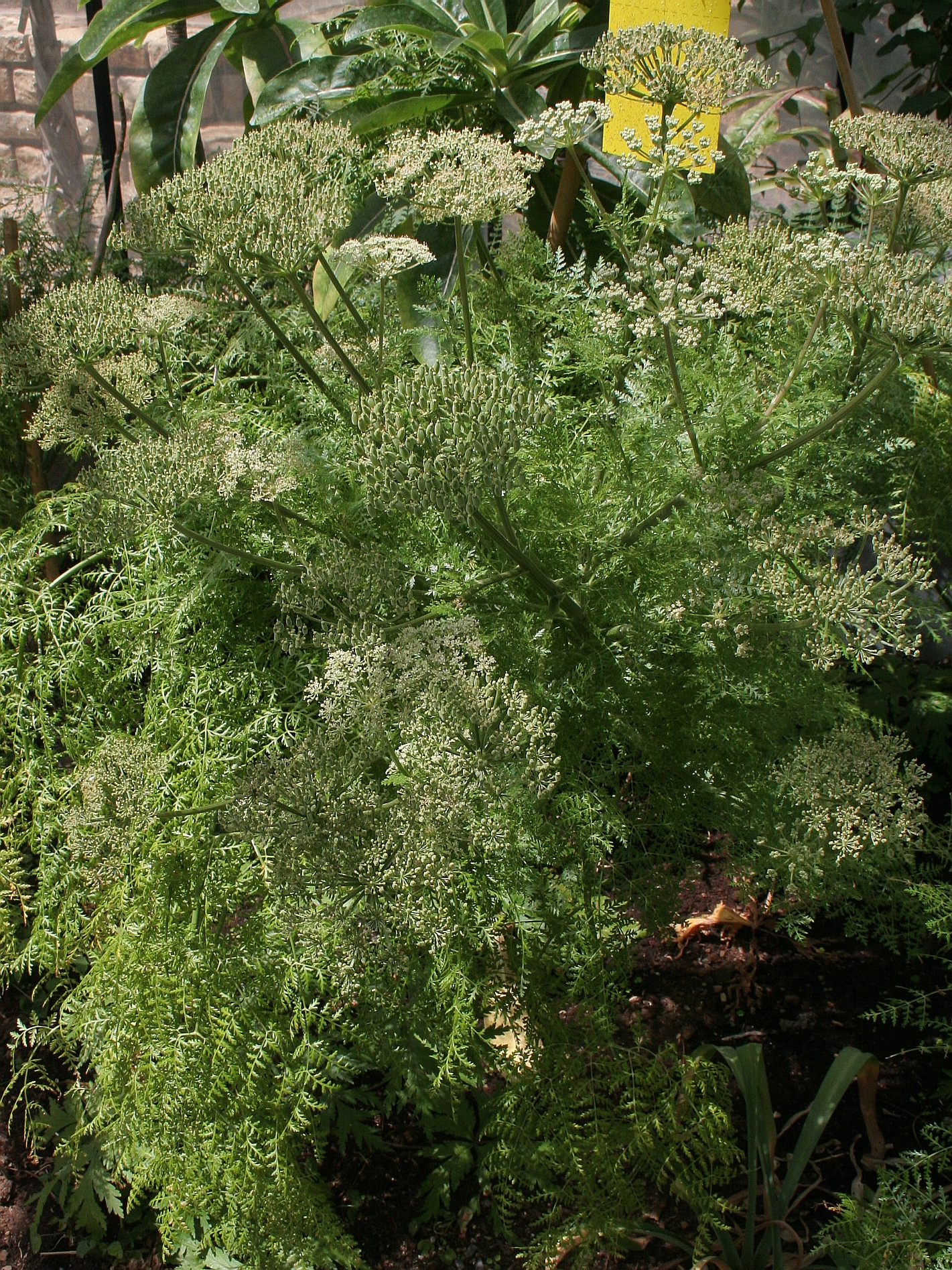
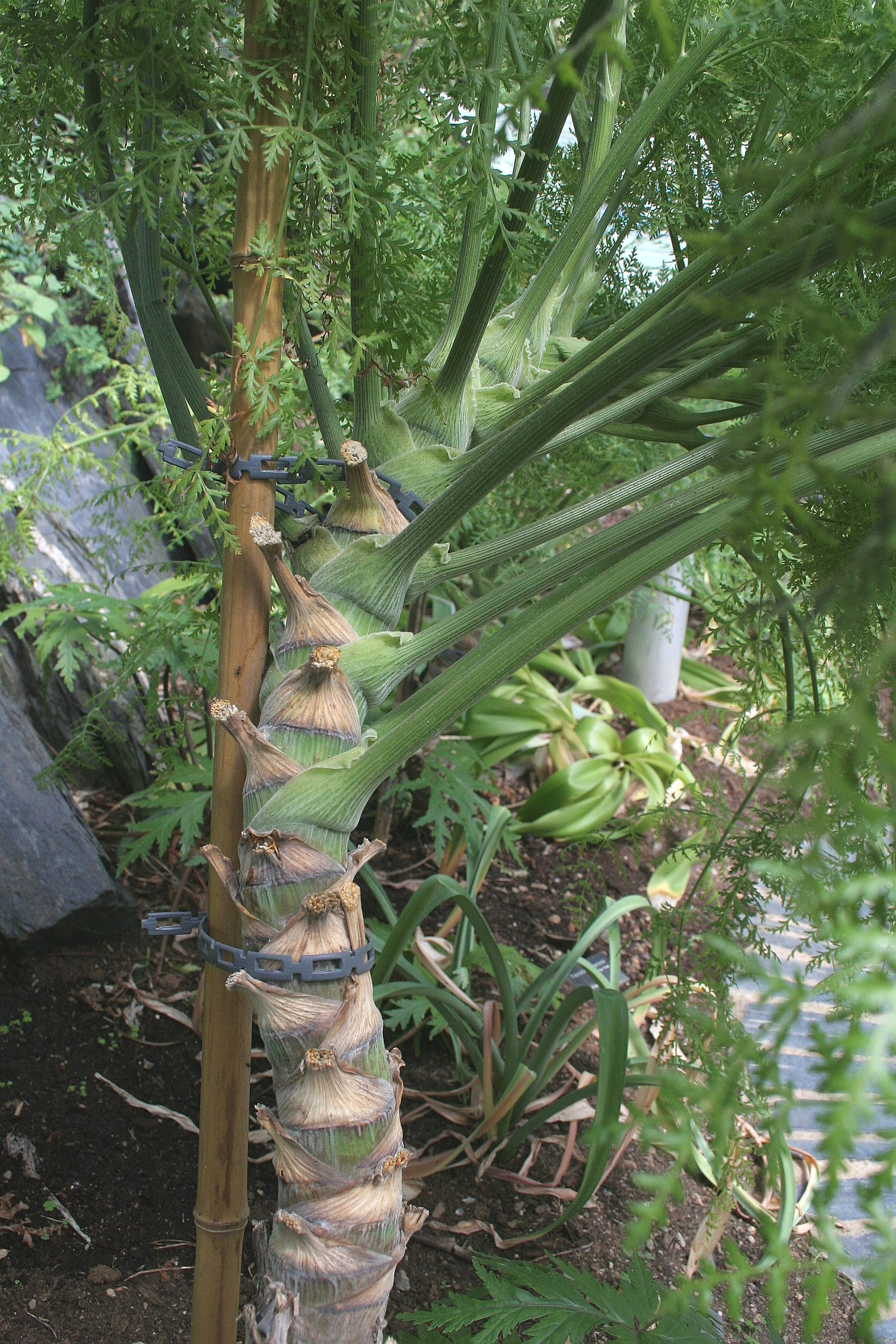